# Kościół św. Małgorzaty w Sannat (Malta)
Kościół Świętej Małgorzaty (malt. Il-Knisja ta’ Santa Margerita, ang. Church of Saint Margaret) – rzymskokatolicki archiprezbiterialny i parafialny kościół znajdujący się w miejscowości Sannat na Gozo w Republice Malty. 

## Historia
Od późnego średniowiecza w miejscu dzisiejszego kościoła stała kaplica poświęcona Świętej Małgorzacie, dziewiczej męczennicy z Antiochii w Pizydii, współczesnej Turcji. Na pewno funkcjonowała już w 1575, posiadała wówczas małą dzwonnicę i cmentarz przed nią.

Ta’ Sannat była jedną z pierwszych miejscowości na Gozo, która stała się samodzielną parafią. Parafię erygował arcybiskup Davide Cocco Palmieri 28 kwietnia 1688. Obejmowała swym zasięgiem Sannat i sąsiedni Munxar. Kaplica św. Małgorzaty stała się kościołem parafialnym.
W miarę wzrostu populacji obu miejscowości zdecydowano się na budowę nowego, większego kościoła. Prace rozpoczęto w 1718, a po ich ukończeniu abp Paul Alphéran de Bussan konsekrował kościół 16 (lub 19) października 1755. Jednak po znaczących zmianach konstrukcyjnych w latach 60. XIX wieku poświęcono go ponownie 22 listopada 1868. Do rangi kościoła archiprezbiterialnego podniesiono go 27 grudnia 1893, a 12 grudnia 1957 kościół parafialny św. Małgorzaty stał się matrix – kościołem macierzystym, gdy Munxar został ustanowiony samodzielną parafią.

## Architektura
Fasada kościoła jest proporcjonalna i ma wyważoną kompozycję. Cała fasada jest podwyższona wysokim cokołem. Po bokach centralnego przęsła zespół płaskich pilastrów zwieńczonych wolutami jońskimi. Przęsła boczne posiadają te same elementy architektoniczne co przęsło centralne, tyle że w mniejszej skali. Na pilastrach, pokrywając całą fasadę wspiera się szeroki gzyms i surowe belkowanie. Na gzymsie i belkowaniu centralnie umiejscowiony trójkątny fronton z dwoma większymi sterczynami. Główne drzwi ujęte są w kamienną listwę i zespół pilastrów z kapitelami jońskimi. Portal zwieńcza trójkątny fronton z dwoma mniejszymi sterczynami. Pomiędzy portalem a gzymsem znajdują się symbole męczeństwa – dwa liście palmowe i Chi Rho z koroną na górze. Dwie kwadratowe dzwonnice zwieńczone masywnymi pinaklami są przedłużeniem przęseł bocznych fasady; zostały one wzniesione w latach 70.–80. XIX wieku. Na skrzyżowaniu naw duża kopuła z latarnią zbudowana w 1910.

## Dzieła sztuki
Tytułowy obraz przedstawiający św. Małgorzatę z Antiochii wykonał maltański artysta Stefano Erardi. Pierwotny tytularny posąg św. Małgorzaty po raz pierwszy sprowadzono do Sannat w 1863. Obecny posąg zastąpił poprzedni w 1891.

## Ochrona dziedzictwa kulturowego
27 sierpnia 2012 kościół wpisany został na listę National Inventory of the Cultural Property of the Maltese Islands pod nr. 01083.